# Rudolf von Liechtenstein (Obersthofmeister)
Rudolf von und zu Liechtenstein (* 18. April 1838 in Wien; † 15. Dezember 1908 in Mährisch-Kromau in Südmähren) aus dem Fürstenhaus Liechtenstein war als Prinz seit 1862 k.u.k. Kämmerer und seit 1892 k.u.k. Geheimer Rat und Oberststallmeister, seit 1897 lebenslanges, seit 16. Jänner 1899 (nunmehr Fürst) erbliches Mitglied des Herrenhauses des Reichsrats, stieg als Offizier im Gemeinsamen Heer 1904 zum General der Kavallerie auf und fungierte von 30. Juni 1896 bis zu seinem Tod als Erster Obersthofmeister und Oberst sämtlicher k.u.k. Leibgarden von Kaiser und König Franz Joseph I. als Staatsoberhaupt von Österreich-Ungarn.

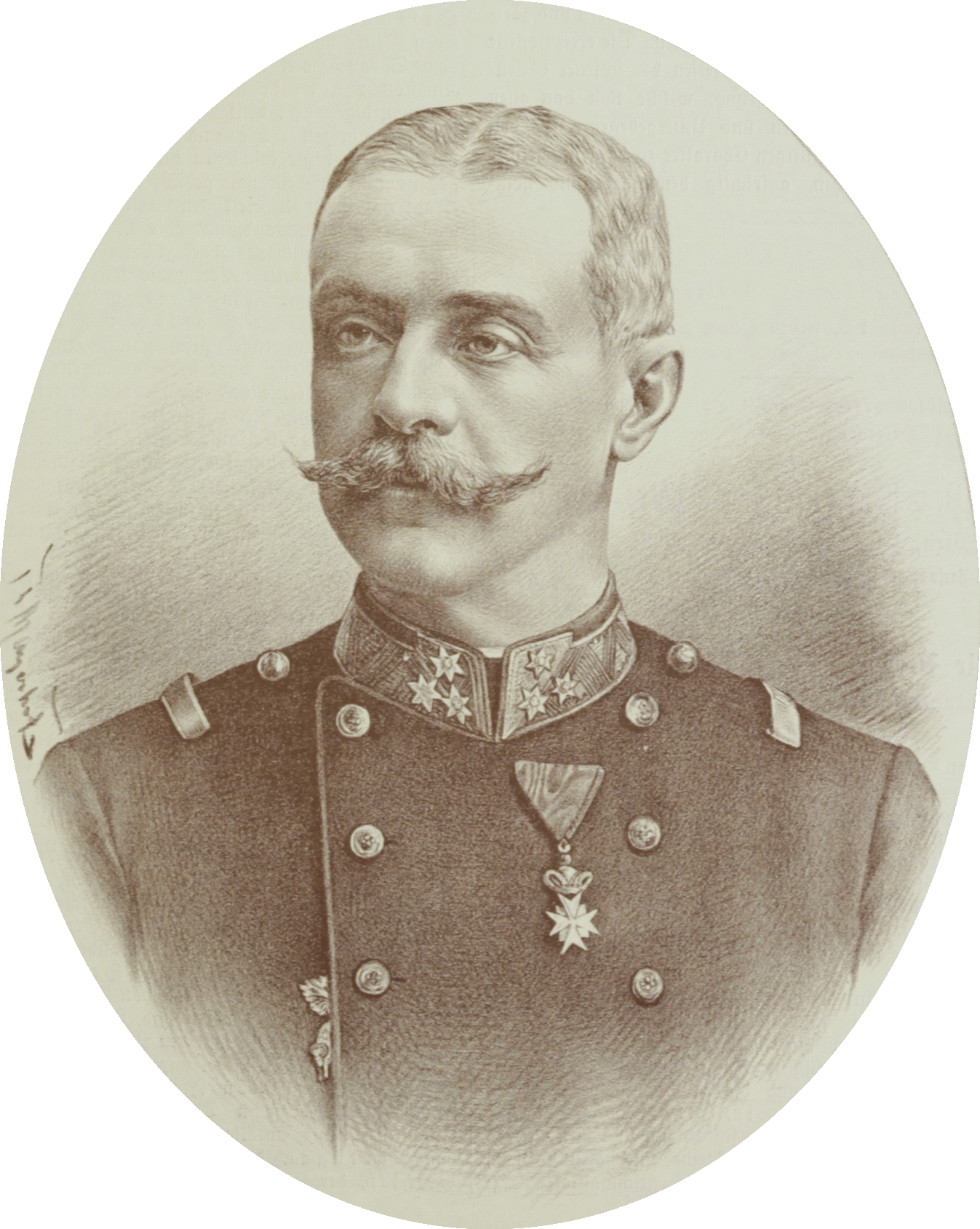
Rudolf von Liechtenstein, 1895, als Feldmarschallleutnant (Th. Mayerhofer)

## Leben
Rudolph (so die Schreibung seines Vornamens im Hof- und Staatshandbuch bis 1903) war der zweite Sohn von Prinz Karl Franz Rudolph von Liechtenstein (1790–1865) und von Prinzessin Franziska, geborene Gräfin von Wrbna-Freudenthal (1799–1863). Er hatte acht prinzliche Geschwister: sieben Schwestern sowie Karl (* 1827), der seit 1865 Oberhaupt der Sekundogenitur des Hauses Liechtenstein mit dem Titel Fürst war. Mit Karls Tod am 16. Jänner 1899 übernahm Rudolf diese Stellung.
Rudolf machte, nach der Matura ins Heer eingetreten, in der Nähe des Kaisers vorerst eine rasche Offizierskarriere. 1892 wurde er von Franz Joseph I. mit dem Orden vom Goldenen Vlies, dem höchsten Orden des Kaisertums und Hausorden der Dynastie Habsburg-Lothringen, ausgezeichnet und erhielt 1896 von ihm den k.u. Sankt Stephans-Orden, den ranghöchsten Orden des Königreichs Ungarn für zivile Verdienste, verliehen.
Die Stellung des Obersthofmeisters war bei Franz Joseph I. die mit Abstand höchste der Obersten Hofchargen im Hofstaat; der Träger dieser Funktion stand im Rang höher als alle anderen nicht dem Haus Österreich angehörenden Hochadeligen der Monarchie und wurde im Hof- und Staatshandbuch unmittelbar nach der kaiserlichen Familie genannt. Es handelte sich nicht bloß um einen Ehrentitel, sondern um eine anspruchsvolle Leitungsposition an der Schnittstelle zwischen dem Monarchen und seiner Familie, den politischen Funktionären, den Hofbediensteten in den Residenzen des Monarchen und vielen Persönlichkeiten in Aristokratie, Kultur, Wirtschaft und Gesellschaft der Doppelmonarchie.
Als Erster Obersthofmeister genoss Rudolf, vom Monarchen 1896 als Nachfolger des verstorbenen Fürsten Konstantin zu Hohenlohe-Schillingsfürst persönlich ausgewählt und ernannt, das besondere Vertrauen des Kaisers und von Kaiserin Elisabeth. Er war unter anderem für die Verwaltung der kaiserlichen Schlösser (inkl. Bauarbeiten) und für die beiden Wiener Hoftheater, die k. k. Hofoper und das k. k. Hofburgtheater, zuständig und an der Bestellung der Direktoren (wie 1897 Gustav Mahler) maßgeblich beteiligt. Zu den herausragenden Ereignissen, mit denen er zu tun hatte, zählten 1897 die Badeni-Krawalle in Wien um den Sprachenstreit zwischen Tschechen und Deutschen in Böhmen, 1898 der Mord an Kaiserin Elisabeth am 10. September und das 50-Jahre-Thronjubiläum des Kaisers am 2. Dezember, 1900 die Familienkrise um die morganatische Ehe von Erzherzog-Thronfolger Franz Ferdinand mit dessen Renunziationseid in der Wiener Hofburg am 28. Juni sowie 1903 die Staatsbesuche von König Eduard VII. (31. August–3. September), des deutschen Kaisers Wilhelm II. (18.–20. September) und von Zar Nikolaus II. (30. September–3. Oktober) in Wien.
In seinen letzten Lebensjahren war Rudolf krankheitsbedingt oft nicht im Amt. Er wurde von Alfred Fürst Montenuovo als Zweitem Obersthofmeister vertreten; nach Rudolfs Tod rückte Montenuovo in dessen Funktion nach.
Rudolf vertonte als Komponist Texte von Walther von der Vogelweide und Heinrich Heine. Für Kaiserin Elisabeth war er angeblich der schöne Prinz.
Die sehr angesehene Familie Liechtenstein lebte damals nicht im souveränen, aber kleinen Fürstentum Liechtenstein, sondern vor allem in Wien und Mähren, wo sie Schlösser und ausgedehnte Ländereien besaß.
Seine letzte Ruhestätte fand er im Mausoleum der jüngeren Linie des Hauses Liechtenstein auf dem Friedhof der Allerheiligenkirche in Mährisch Kromau.